# Battaglia di Boroughbridge
La battaglia di Boroughbridge fu combattuta il 16 marzo 1322 nei pressi di Boroughbridge, nel nord dell'Inghilterra, tra l'armata del re Edoardo II d'Inghilterra (guidata da Andrew Harclay) ed un esercito di baroni ribelli capitanato da Tommaso Plantageneto, II conte di Lancaster, Humphrey de Bohun, IV conte di Hereford, e Roger de Clifford. La battaglia si concluse con una vittoria per l'armata realista.

## Prima della battaglia
Edoardo II d'Inghilterra era sul trono ormai da quindici anni e si era dimostrato un re debole con un regno dilaniato da lotte intestine e con una politica militare fallimentare. Un numero sempre maggiore di baroni si allontanò da lui trovando un leader in Tommaso Plantageneto che di Edoardo era cugino e che era, dopo di lui, l'uomo più ricco del regno. Attraverso una serie di regole chiamate Ordinanze del 1311 Tommaso ed i suoi sostenitori avevano provato a limitare il potere regio, ma quel provvedimento si era dimostrato solo un palliativo e presto Edoardo era tornato a prendere l'intero potere nelle proprie mani, situazione aggravata dalla presenza a corte di Ugo Despenser il giovane che era il favorito, insieme al padre, del re.
Nel 1319, durante una campagna in Scozia il re e Tommaso litigarono furiosamente e l'anno seguente questi si rifiutò di presentarsi al Parlamento convocato dal sovrano che, in quello stesso anno, ottenne dal Papa la dispensa dal giuramento che aveva prestato sulle Ordinanze. Intanto una disputa ereditaria sorse nelle Marche Gallesi fra i Despenser ed Humphrey de Bohun, IV conte di Hereford e Tommaso pensò che era il tempo di agire. Nel 1321 egli convocò tutti i magnati ed i baroni che erano contro Edoardo riunendo gente del nord, altri provenienti dal Lancashire ed altri ancora che erano sotto il suo diretto controllo, ma dagli uomini del nord venne ben poco aiuto. Ciononostante Edoardo venne forzato, dalla dimostrazione di forza dei nobili, a spedire in esilio i Despenser, un sollievo di breve durata perché nello spazio di poche settimane i due erano già di ritorno.
Edoardo II a quel punto prese l'iniziativa si mosse verso nord, Tommaso convocò un ultimo incontro a Doncaster nel mese di novembre e si alleò quindi con il re Roberto I di Scozia. Il gennaio del 1322 vide Edoardo passare il Severn e nelle Marche si assicurò l'appoggio di quei nobili che erano rimasti scontentati da Tommaso, acquistando anche l'appoggio di Robert de Holland, I barone Holand (1283 circa-1328), che voltò le spalle a Tommaso dopo averlo servito per anni. L'armata del re passò quindi il Trent costringendo i baroni a fuggire verso nord ed il 16 marzo raggiunsero Boroughbridge non lontano dall'Ure (fiume) e lì incontrarono le truppe di Andrew Harclay, un veterano delle guerre scozzesi che aveva chiamato dei coscritti dal Cumberland e dal Northumberland tagliando ai baroni l'altra via di fuga.

## La breve battaglia
Quando Tommaso arrivò a Boroughbridge Harclay aveva già preso possesso del ponte che attraversava il fiume, per altro i baroni erano poco più di 700 fra armigeri e cavalieri, mentre il re poteva contare su un esercito di circa 4 000 uomini tanto che all'inizio Tommaso tentò di negoziare con Harclay che si rifiutò fermamente di trattare. Impossibilitati a proseguire verso nord e con l'armata di Edoardo II che risaliva da sud ai baroni non restò altro da fare che combattere e la battaglia che seguì fu breve ed a senso unico. Harclay spiegò i propri soldati a piedi così che il ponte che dava al nord potesse essere tenuto, altri furono messi nei pressi di un guado, anche se le fonti coeve non ne citano l'ubicazione, i picchieri furono disposti nella formazione dello Schiltron, una tecnica che Harclay aveva imparato combattendo contro gli scozzesi.
I baroni si divisero in due colonne, una comandata da Roger de Clifford (1300-23 marzo 1322) che si occupò di attaccare, a piedi, il ponte e l'altra capitanata da Tommaso che tentò di prendere il guado con la cavalleria. Secondo le fonti dell'epoca Humphrey de Bohun venne ucciso da un picchiere, nascosto sotto il ponte, mentre lo attraversava con il cavallo, anche Clifford fu gravemente ferito e la sua truppa, priva di guida, ruppe i ranghi. Nemmeno Tommaso se la passava meglio, la potenza degli arcieri lo costrinse a ritirarsi prima ancora di avere raggiunto il guado, ed il Longbow cominciò a mostrare quanto potesse essere utile e letale in battaglia. Tommaso fu costretto a chiedere una tregua, nella notte molti disertarono ed il mattino dopo lo Sceriffo dello Yorkshire arrivò con uomini freschi, i baroni erano ormai largamente in minoranza e non gli restò che arrendersi.

## La sorte di chi sopravvisse
Una volta arreso Tommaso venne portato al castello di Pontefract dove cadde nelle mani del re, dove a seguito di un processo farsa fu dichiarato colpevole di tradimento e condannato a morte, il 22 marzo venne portato fuori dal castello e decapitato. Negli anni seguenti si sviluppò una sorta di culto su Tommaso che venne visto come un martire e persino come un santo, questo nonostante egli non avesse mai dimostrato particolari doti di pietà o altre grandezze mentre era in vita e si può credere ragionevolmente che fosse un modo per reagire al regno sempre più rovinoso di Edoardo II. Il giorno dopo venne ucciso anche Roger de Clifford insieme a John de Mowbray, II barone Mowbray (4 settembre 1286-23 marzo 1322). Robert Holland si vide salva la vita per via della sua defezione all'ultimo minuto, ma la precedente amicizia con Tommaso lo rese infido agli occhi re le che lo imprigionò fino al 1327, l'anno seguente fu ucciso probabilmente per ordine di Enrico Plantageneto, fratello di Tommaso.
Andrew Harclay fu riccamente ricompensato per la vittoria riportata, venne creato conte di Carlisle, e gli venne donata anche una rendita annua attraverso la cessione di un certo numero di terre. Tuttavia Harclay non fu fino in fondo un uomo di Edoardo, aveva sì stroncato la ribellione ma, come Guardiano delle Marche Scozzesi divenne sempre più frustrato per via dell'inettitudine di Edoardo e alla fine negoziò una pace segreta con gli Scozzesi. Nel 1323 il re lo scoprì e lo condannò a morte.
Edoardo II mantenne viva la propria dipendenza dai Despenser fino a che Isabella di Francia insieme al suo amante Ruggero Mortimer, I conte di March depose suo marito nel 1327.